# Ehrenspielführer
Ehrenspielführer ist ein Titel, mit dem der Deutsche Fußball-Bund Nationalspieler für ihre besonderen Verdienste um die Nationalmannschaft ehrt. Diese waren während ihrer aktiven Zeit bisher auch immer Spielführer der Nationalmannschaft. Erstmals wurde diese Auszeichnung 1958 an Fritz Walter bei seinem Rücktritt aus der Nationalelf verliehen. 2004 wurde Bettina Wiegmann als erste Ehrenspielführerin der Frauen-Nationalmannschaft geehrt.
Die Geehrten sind:
1. Fritz Walter (1958), 30-maliger Spielführer der Nationalmannschaft (61 Länderspiele, 33 Tore)
2. Uwe Seeler (1972), 40-maliger Spielführer der Nationalmannschaft (72 Länderspiele, 43 Tore)
3. Franz Beckenbauer (1982), 50-maliger Spielführer der Nationalmannschaft, erster deutscher Spieler, der 100 Länderspiele erreichte (103 Länderspiele, 14 Tore)
4. Lothar Matthäus (2001), 75-maliger Spielführer der Nationalmannschaft, Rekordnationalspieler der Männer mit 150 Länderspielen (23 Tore)
5. Jürgen Klinsmann (2016), 36-maliger Spielführer der Nationalmannschaft (108 Länderspiele, 47 Tore)[1]
6. Philipp Lahm (2017), 53-maliger Spielführer der Nationalmannschaft (113 Länderspiele, 5 Tore)[2]

Bei den Frauen erfolgten folgende Ehrungen:
1. Bettina Wiegmann (2004), ehemalige Rekordnationalspielerin (154 Länderspiele, 51 Tore)
2. Birgit Prinz (2013), geschlechterübergreifend Rekordnationalspielerin (214 Länderspiele) und Rekordtorschützin des DFB (128 Tore)[3]

Uwe Seeler ist der einzige Ehrenspielführer, der weder Welt- noch Europameister wurde. Jürgen Klinsmann ist zwar Weltmeister geworden (WM 1990), aber nicht als Kapitän, dafür als Ersatzkapitän (für Jürgen Kohler) Europameister (EM 1996). Fritz Walter war Kapitän beim Titelgewinn 1954 (auch bekannt als Wunder von Bern), Beckenbauer bei der WM 1974 in Deutschland sowie der EM 1972 und Matthäus bei der WM 1990 in Italien, bei der er auch sportlich eine Schlüsselrolle beim Titelgewinn innehatte, Lahm bei der WM 2014. Wiegmann war Spielführerin beim ersten Triumph der Frauen bei der WM 2003 und Prinz bei der Titelverteidigung 2007 sowie den EM-Titeln 2005 und 2009.
Im März 2018 schlug Franz Beckenbauer vor, auch Bernard Dietz, Kapitän der Europameistermannschaft von 1980 zum Ehrenspielführer zu ernennen, bzw. wollte seinen Titel mit Dietz teilen.
Der Titel des Ehrenspielführers wird auch von Vereinen an verdiente Spieler verliehen; so war zum Beispiel Jürgen Grabowski Ehrenspielführer von Eintracht Frankfurt und Oliver Kahn ist Ehrenspielführer des FC Bayern München.